# Beaumetz-lès-Cambrai
Beaumetz-lès-Cambrai is een gemeente in het Franse departement Pas-de-Calais (regio Hauts-de-France) en telt 541 inwoners (1999). De plaats maakt deel uit van het arrondissement Arras.

## Geografie
De oppervlakte van Beaumetz-lès-Cambrai bedraagt 9,9 km², de bevolkingsdichtheid is 54,6 inwoners per km².
De onderstaande kaart toont de ligging van Beaumetz-lès-Cambrai met de belangrijkste infrastructuur en aangrenzende gemeenten.

## Demografie
Onderstaande figuur toont het verloop van het inwonertal (bron: INSEE-tellingen).